# Ösvény (album)
Az  Ösvény  a Misztrál együttes második lemeze. 2002-ben jelent meg.

## Számok
1. Mécs László: A királyfi három bánata
2. Zilahy Krisztián: Ébredés
3. Elment a két lány virágot szedni (népdal)
4. Dsida Jenő: Túl a jégmezőkön
5. Federico García Lorca: Ének a kis halálról
6. Dsida Jenő: A sötétség verse
7. Kis kece lányom (népdal)
8. Juhász Gyula: Mátyás király
9. Juhász Gyula: Dózsa feje
10. Kosztolányi Dezső: Rapszódia
11. Tompa Mihály: A madár, fiaihoz
12. Federico Garcia Lorca: Andalúz tengerészek éji dala
13. József Attila: Csend
14. Thándor Márk: Esti köszöntő
15. Thándor Márk: Est